# Timo K. Mukka
Timo Kustaa Mukka (17. prosince 1944, Bollnäs, Švédsko – 27. března 1973 Rovaniemi, Finsko) byl finský spisovatel a umělecký malíř z Laponska.
Tento finský autor psal o lidech a životě v Laponsku. Do jeho tvorby spadá devět děl, která napsal během pouhých šesti let. Debutoval v 19 letech dílem Země je hříšná píseň. Kritikům však toto dílo připadalo příliš brutální a banální.

## Život
Timo K. Mukka se narodil v Bollnäsu ve Švédsku, kam byla jeho rodina nucena odejít během laponské války. Když se jeho rodina vrátila domů, našla místo rodné vesnice jen spáleniště.
Mukka pocházel z dělnické rodiny a většinu života prožil v jedné z nejchudších oblastí Finska. Vyrůstal ve vesnici Orajärvi v oblasti Pello. Naučil se číst ještě před tím, než začal chodit do školy. V dětství se u něho projevil také literární a výtvarný talent a rodina ho v něm podporovala.
Dokončil jen základní školu, rok studoval Akademii výtvarných umění a pak se věnoval jen psaní. V roce 1957 prodělal meningitidu, kvůli které trpěl chronickými bolestmi a pokusil se o sebevraždu. Depresemi a následnými extatickými náladami trpěl i během studií v Helsinkách, která nedokončil.
Na jaře 1962 se vrátil do Laponska bez vizí a plánů do budoucna. Věnoval se malbě a studiu literatury. Na doporučení svého lékaře nastupuje Mukka v roce 1964 do armády, brzy však dochází ke konfliktům (Mukka odmítal nosit zbraň).
Roku 1966 se stal členem Svazu finských spisovatelů, dostal cenu za literaturu. V dubnu roku 1972 postihl Mukku poprvé infarkt. O jedenáct měsíců později zemřel.

## Tvorba
Jeho první dílo Země je hříšná píseň (Maa on syntinen laulu) přijala kritika s rozpaky. Kvůli staromilskému, ozdobnému baladickému tónu prózy byl přirovnáván Mukka ke K. Hamsunovi.
Během psaní Tabu se Mukka hlásil ke komunismu, psal do místních deníků články o sociální rovnosti a nutnosti další revoluce, psal také do marxisticky orientované revue Aikalainen, kterou vydával Pentti Saarikoski.
V díle Tabu je popisován milostný vztah čtrnáctileté dívky se starším mužem, přezdívaný Kristus-Ďábel. I přes četné erotické scény však veřejnost přijela dílo příznivě a ocenila i autorovu schopnost ozvláštnit příběh atmosférou balady, exotična a tajemna.
Stejného roku podal pravdivou zprávu o své povinné vojenské službě v pacifistickém románu Täältä jostakin.
Během deseti měsíců vydává sbírku básní Punaista a román Laulu Sipirjan lapsista. Další rok vydává sbírku povídek o svých oblíbených tématech – erotice a smrti Koiran kuolema. V tomto díle stejně jako v baladickém románu Lumen pelko autor častěji než o životě mluví o smrti.
Když bylo Mukkovi 25, vyšlo jeho poslední dílo Kyyhky ja unikko. Od roku 1969 se Mukka zabývá myšlenkou na sepsání rozsáhlé knihy o Laponsku, jeho mýtech a rodech. Tento projekt ovšem nikdy nerealizoval. V roce 1973 ve věku 28 let umírá.

## Díla
- Země je hříšná píseň (Maa on syntinen laulu, 1964, vyšlo i česky)
- Tabu (1965)
- Täältä jostakin (Odsud odněkud, 1965)
- Píseň o dětech Sipirje (Laulu Sipirjan lapsista) (1966, vyšlo i česky)
- Punaista (Rudá, 1966)
- Koiran kuolema (1967, titulní povídka sbírky Smrt psa vyšla i česky)
- Ja kesän heinä kuolee (A zhyne letní tráva, 1968)
- Lumen pelko (Hrůza ze sněhu, 1970)
- Kyyhky ja unikko (Holubice a mák, 1970)

## České překlady
- Seznam děl v Souborném katalogu ČR, jejichž autorem nebo tématem je Timo K. Mukka
- Píseň o dětech Sipirje (Laulu Sipirjan lapsista; in: Země je hříšná píseň / Píseň o dětech Sipirje, Praha, Odeon 1980; in: Země je hříšná píseň / Píseň o dětech Sipirje, Praha, Ivo Železný 1992) – přel. Jan Petr Velkoborský
- Země je hříšná píseň (Maa on syntinen laulu; in: Země je hříšná píseň / Píseň o dětech Sipirje, Praha, Odeon 1980; in: Země je hříšná píseň / Píseň o dětech Sipirje, Praha, Ivo Železný 1992) – přel. Jan Petr Velkoborský.
- Smrt psa (Koiran kuolema). In Almanach severských literatur. FF UK, Praha 1997, s. 42–46. Přel. Zita Stodolová.

## Filmová zpracování
- Země je hříšná píseň (Maa on syntinen laulu) – režie Rauni Mollberg, 1973
- Milka – Film o Tabu (Milka – elokuva tabuista) – Rauni Mollberg, 1980